# 田中弘邦
田中 弘邦（たなか ひろくに、1926年11月27日 - 2019年4月11日）は、元特定郵便局長会会長。特定局長のOBで組織される大樹全国会議の会長を務める。郵便局関係者に多大な影響力を持つ「全特のドン」として知られる。郵政民営化をめぐる論議では特定局長会の「顔役」として新聞・雑誌などのメディアに頻繁に登場し国営維持論を訴えた。

## 人物
新潟県上越市出身。新潟県立高田中学校を経て麻布獣医専門学校（現麻布大学獣医学部）卒業。家業の造り酒屋「田中酒造」を継ぐ。同時に曽祖父の代からの世襲である特定郵便局（谷浜郵便局）の局長となる。以降、局長職を46年にわたって務める。その間、信越特定郵便局長会会長・全国特定郵便局長会会長などを歴任。全国特定郵便局長会顧問・大樹全国会議会長・上越商工会議所会頭・谷浜小学校、潮陵中学校後援会長などを務めた。
2019年4月11日、上越市内で死去。92歳没。

## 著書
- 『国営ではなぜいけないのですか―公共サービスのあり方を問う』（2004年、マネジメント社）ISBN 978-4837804239